# Gösta Lindh
Pour les articles homonymes, voir Lindh.
Gösta Lindh ou Gustaf Lind (né le 8 février 1924 à Örebro et mort le 4 janvier 1984 dans la même ville), est un footballeur international suédois, qui évoluait au poste de défenseur, avant de devenir ensuite entraîneur.

## Biographie

### En sélection
Il a notamment remporté une médaille de bronze aux Jeux olympiques d'été de 1952.
En équipe de Suède, il dispute 31 rencontres pour 2 buts marqués.
Il joue son premier match en équipe nationale en amical le 12 novembre 1950 contre la Suisse (défaite 2-4 à Genève).
Il dispute notamment trois matchs de qualification pour la Coupe du monde 1954.
Son dernier match en équipe nationale a lieu le 8 septembre 1954 contre l'Union soviétique (défaite 0-7 à Moscou) en amical.

## Palmarès
Suède olympique
- Jeux olympiques :
  -  Bronze : 1952.